# Maxime Monfort
Maxime Monfort (ur. 14 stycznia 1983 w Bastogne) – belgijski kolarz szosowy, zawodnik grupy Lotto Soudal.
Największym sukcesem zawodnika jest zwycięstwo w 2010 roku w Bayern Rundfahrt oraz w Tour de Luxembourg (2004). Specjalizuje się w jeździe górskiej i na czas.

## Najważniejsze zwycięstwa i sukcesy
2004
- 1. miejsce w Tour de Luxembourg
  - 1. miejsce na 3. etapie

2007
- 7. miejsce w Deutschland Tour
- 11. miejsce w Vuelta a España

2008
- 5. miejsce w Vuelta al País Vasco

2009
- 1. miejsce w mistrzostwach Belgii (jazda ind. na czas)
- 4. miejsce w Critérium International
- 5. miejsce w Eneco Tour

2010
- 1. miejsce w Bayern Rundfahrt
  - 1. miejsce na 4. etapie
- 8. miejsce w Grand Prix Cycliste de Québec
- 5. miejsce w Grand Prix Cycliste de Montréal

2011
- 6. miejsce w Vuelta a España
  - 1. miejsce na 1. etapie (jazda druż. na czas)

2012
- 7. miejsce w Paryż-Nicea

2013
- 10. miejsce w Eneco Tour

## Starty w Wielkich Tourach
| Grand Tour | 2006 | 2007 | 2008 | 2009 | 2010 | 2011 | 2012 | 2013 | 2014 | 2015 | 2016 |
| ---------- | ---- | ---- | ---- | ---- | ---- | ---- | ---- | ---- | ---- | ---- | ---- |
| Giro       | 33.  | —    | —    | —    | —    | —    | —    | —    | 14.  | 11.  | 15.  |
| Tour       | —    | —    | 23.  | 28.  | 55.  | 28.  | 16.  | 14.  | —    | —    | ?    |
| Vuelta     | —    | 11.  | —    | —    | —    | 6.   | 16.  | —    | 16.  | 27.  | ?    |